# Матч всех звёзд НХЛ 2008
56-й матч всех звёзд Национальной хоккейной лиги прошёл в Атланте, штат Джорджия 20-21 января 2008 года. Матч прошёл на домашней арене команды Атланта Трэшерз — Philips Arena.

## Составы команд
| Западная конференция         | Восточная конференция         |
| Вратари                      | Вратари                       |
| ---------------------------- | ----------------------------- |
| *Крис Осгуд (Детройт)        | *Рик Ди-Пьетро (Айлендерс)    |
| Евгений Набоков (Сан-Хосе)   | Тим Томас (Бостон)            |
| Мэнни Легаси (Сент-Луис)     | Томаш Вокоун (Флорида)        |
| Защитники                    |                               |
| *Никлас Лидстрём (Детройт)   | *Андрей Марков (Монреаль)     |
| *Дион Фанеф (Калгари)        | *Здено Хара (Бостон)          |
| Эд Жовановски (Финикс)       | Брайан Кэмпбелл (Баффало)     |
| Данкан Кейт (Чикаго)         | Сергей Гончар (Питтсбург)     |
| Крис Пронгер (Анахайм)       | Томаш Каберле (Торонто)       |
| Скотт Нидермайер (Анахайм)   | Киммо Тимонен (Филадельфия)   |
| Нападающие                   |                               |
| *Хенрик Зеттерберг (Детройт) | *Илья Ковальчук (Атланта)     |
| *Павел Дацюк (Детройт)       | *Венсан Лекавалье (Тампа-Бэй) |
| *Джером Игинла (Калгари)     | *Даниэль Альфредссон (Оттава) |
| Джейсон Арнотт (Нешвилл)     | Скотт Гомес (Рейнджерс)       |
| Мариан Габорик (Миннесота)   | Марк Савар (Бостон)           |
| Райан Гетцлаф (Анахайм)      | Мариан Госса (Атланта)        |
| Шон Хоркофф (Эдмонтон)       | Евгений Малкин (Питтсбург)    |
| Рик Нэш (Колумбус)           | Александр Овечкин (Вашингтон) |
| Анже Копитар (Лос-Анджелес)  | Майк Ричардс (Филадельфия)    |
| Хенрик Седин (Ванкувер)      | Джейсон Спецца (Оттава)       |
| Кори Перри (Анахайм)         | Эрик Стаал (Каролина)         |
| Джо Торнтон (Сан-Хосе)       | Мартен Сан-Луи (Тампа-Бэй)    |
| Тренеры                      |                               |
| Майк Бэбкок (Детройт)        | Джон Пэддок (Оттава)          |
| Рон Уилсон (Сан-Хосе)        | Брент Саттер (Нью-Джерси)     |

*Игроки стартовых пятёрок

## Конкурсы «Суперскиллз»
Сила броска
Победитель – Здено Хара – 103,1 мили/ч (166 км/ч)
Рекорд - Эл Айэфрейти (1993) - 105,2 мили/час (169 км/ч)
Наши - Александр Овечкин - 98,3/95,6, Андрей Марков - 95,9/96,9 мили/ч
Точность броска
Лучший результат - Томаш Каберле (4 мишени из 4-х)
Лучший результат в этом конкурсе (4-4) в разные годы: Рэй Бурк (1992, 1993), Марк Мессье (1996), Джереми Реник (2004)
Забег на скорость
Победитель - Шон Хоркофф.
Исполнение буллитов на красоту
Победитель – Александр Овечкин в ворота Криса Осгуда

## Ход игры
Уже на 12-й секунде встречи нападающий Коламбуса Рик Нэш открыл счет. Этот быстрый гол стал рекордным: прежде самой быстрой считалась шайба Теда Линдсея из Детройта заброшенная в 1950 году на 19-й секунде. Переписав рекорд, Рик Нэш стал также самым метким снайпером звездного уикэнда-2008, трижды поразив ворота Востока.
Пропустив уже в первом периоде пять шайб, во втором Запад бросился в погоню. Она продолжалась до начала третьего периода, когда Рик Нэш восстановил равновесие - 5:5. В концовке матча искуснее оказались лучшие игроки Востока, в рядах которого блистали россияне Александр Овечкин (2 шайбы), Евгений Малкин (2 голевых паса) и канадец Эрик Стаал (2 шайбы плюс 1 передача), признанный самым ценным игроком встречи.

### Статистика
ВОСТОК – ЗАПАД – 8:7 (5:1, 0:2, 3:4)
| Счет | Гол забил  | Передачи    | Передачи  | Время |
| ---- | ---------- | ----------- | --------- | ----- |
| 0:1  | Нэш        | -           | -         | 00:12 |
| 1:1  | Стаал      | Кэмпбелл    | Малкин    | 01:20 |
| 2:1  | Марков     | Ричардс     | Хосса     | 09:43 |
| 3:1  | Овечкин    | Спецца      | Сан-Луи   | 13:35 |
| 4:1  | Кэмпбелл   | Малкин      | Лекавалье | 15:10 |
| 5:1  | Овечкин    | Сан-Луи     | Спецца    | 17:49 |
| 5:2  | Нэш        | Дацюк       | -         | 29:34 |
| 5:3  | Нидермайер | Торнтон     | Седин     | 35:08 |
| 5:4  | Гетцлаф    | Джовановски | -         | 40:41 |
| 5:5  | Нэш        | Игинла      | -         | 41:56 |
| 6:5  | Хосса      | Гомес       | Хара      | 44:08 |
| 6:6  | Фанеф      | Гетцлаф     | Арнотт    | 45:07 |
| 6:7  | Габорик    | Седин       | -         | 50:57 |
| 7:7  | Стаал      | Ковальчук   | Савар     | 52:35 |
| 8:7  | Савар      | Кэмпбелл    | Стаал     | 59:39 |

- 18 644 зрителя, Атланта, Джорджия, Филипс арена